# Anna De la Forest
Anna De la Forest De Divonne (Torino, 24 giugno 1988) è una hockeista su ghiaccio italiana.
Di ruolo attaccante, ha militato nell'All Stars Piemonte (2002-2009), nel Real Torino Hockey Club (2009-2015) e nel Torino Bulls (2015-2019), fino allo scioglimento dei rispettivi club.
Dal 2012-2013 al 2014-2015 ha vestito anche la maglia dell'EV Bozen Eagles, limitatamente alle partite di EWHL e di Coppa dei campioni, per tornare a vestire quelle del Real Torino in campionato.
Nella stagione 2019-2020 ha giocato con le altoatesine dell'HC Lakers, mentre nella stagione successiva rimase senza squadra. Tornò a giocare per una squadra piemontese nel 2021-2022, con le Piemont Rebelles di Pinerolo. Rimasta ferma due stagioni, durante le quali è diventata madre, è tornata a giocare per le Rebelles nella stagione 2024-2025.
Dal 2003 al 2019 ha vestito la maglia della nazionale italiana, con cui nel 2006 ha partecipato alle olimpiadi invernali di Torino, oltre a svariate edizioni del mondiale.

## Palmarès
- EWHL: 1

EV Bozen Eagles: 2013-2014